# Johann Christian Metzig
Johann Christian Heinrich Metzig (ur. 20 maja 1804 w Skwierzynie, zm. 1 października 1868 w Lesznie) – niemiecki lekarz, poseł, jeden z „ojców” higieny wojskowej, wielki przyjaciel Polaków.

## Wczesne lata
Metzig urodził się 20 maja 1804 w Skwierzynie, wielkopolskim miasteczku położonym dziś w województwie lubuskim. Wówczas była to miejscowość zamieszkana w większości przez Niemców, po II rozbiorze Polski nosząca nazwę Schwerin an der Warthe. Johann Christian Metzig był synem osiadłych w Skwierzynie mieszczan wyznania ewangelickiego: Johanna Ernesta Wilhelma Metziga i Friderike Wilhelmine z domu Köttwitz. Przodkowie Johanna Christiana Metziga wywodzili się ze Śląska. Jego pradziad – Johann Gottfrid Metzig był organistą w Lubiatowie, a dziadek – Christian Metzig – był pastorem w Kożuchowie. Ojciec późniejszego lekarza sprawował funkcję burmistrza miasta Schwerin an der Warthe (niektóre źródła podają, iż był burmistrzem Trzciela). Od 1808 sprawował funkcję adwokata i sędziego, a od 1815 komisarza sprawiedliwości w pobliskim Międzyrzeczu. Matka była córką kapitana armii pruskiej, adiutanta w Instytucie Inwalidów w Berlinie. Johann Christian Metzig miał cztery siostry: Charlotte (ur. 1802), Johanne Fredrich (ur. 1803), Therese Ludwig (ur. 1812) oraz Wilhelmine.
Metzig początkowo uczył się w domu, następnie pobierał nauki i rektora Schönborna w Międzyrzeczu. Przez pewien czas mieszkał w klasztorze katolickim Neuzelle pod Berlinem. Następnie trafił do gimnazjum joachimstalskiego w Berlinie. Ukończył je w 1822.

## Lekarz wojskowy
W 1826 ukończył medycynę w Wojskowej Szkole Lekarskiej w Berlinie. Następnie był lekarzem wojskowym w Berlinie w latach 1826-1831. Pracował jako lekarz garnizonowy w Strzałkowie, niedaleko Wrześni. Tam ok. 1830 wziął ślub z Polką, Emilią Barbarą Schäfer, z którą miał ośmioro dzieci, z których przeżyło tylko troje. Były wychowywane przez matkę w duchu polskości. Emilia była spokrewniona z Fryderykiem Chopinem. W Strzałkowie Metzig przebywał tylko niecały rok. Został następnie przeniesiony do Leszna, gdzie także otrzymał posadę lekarza wojskowego. Oprócz pracy naukowej w zawodzie (opracował nowe metody leczenia ciężkich ran wojennych), zajął się także ulepszaniem umundurowania. Przez 2 lata prowadząc badania nad zachorowalnością żołnierzy na zapalenie płuc i tyfus plamisty stwierdził, że jedną z głównych jej przyczyn jest przestarzałe umundurowanie, stosowane przez niemal wszystkie ówczesne europejskie armie. Efektem jego dociekań było wydanie broszury proponującej zmiany w mundurach wojskowych, jak również postulująca wprowadzenie hełmów i plecaków nowej konstrukcji. Propozycje zmian przesłano królowi pruskiemu. Zostały one wdrożone w życie nie tylko w armii Prus, ale także w wielu innych państwach. Za stworzenie koncepcji nowego umundurowania, które obniżyło znacznie liczbę żołnierzy zapadających co roku na ciężkie choroby, Metzig został udekorowany przez władze Królestwa Prus Orderem Czerwonego Orła IV klasy, a później także uszlachcony. Nagrodził go także car Mikołaj I, który wręczył lekarzowi pierścień z brylantami.
Metzig opowiadał się także za rozwojem chirurgii zachowawczej. Był przeciwnikiem przeprowadzania amputacji poranionych lub połamanych kończyn żołnierzy (co było wówczas szeroko praktykowane), postulując raczej długofalowe leczenie. Wydatnie przyczynił się do popularyzowania tej metody pośród innych lekarzy wojskowych.

## Działalność propolska
W 1848 po raz pierwszy publicznie okazał swoje polonofilskie poglądy, gdy zaproponował utworzenie na terenie Wielkopolski samodzielnego księstwa polskiego, posiadającego własny sejm, konstytucję i uniwersytet, z królem pruskim jako władcą. Oprócz przemówień, Metzig w następnych latach propagował swoje pomysły także za pomocą wydawanych przez siebie pism i broszur. Jedno z jego wystąpień zakończyło się burdą i zdemolowaniem domu lekarza, było to dziełem Niemców nie zgadzających się z przyjazną Polakom postawą doktora. W czasie zamieszek Metziga usiłowano zastrzelić.
Przyjaźń ukazywana Polakom była bardzo nie na rękę władzom wojskowym, które zdecydowały się przenieść lekarza do Głogowa. Odmówił jednak przeniesienia się, na znak protestu wobec okropności wojny odszedł z wojska i rozpoczął w Lesznie prywatną praktykę, zakładając m.in. stowarzyszenie lekarzy Sentin-Verein. Wkrótce potem został miejskim radnym. Jeszcze silniej zaangażował się w działalność polityczną, m.in. uczestnicząc w założeniu w 1849 Ligi Polskiej w Kórniku, a także zostając radnym (jego kandydatura została zgłoszona przez miejscowych obywateli narodowości polskiej). Utrzymywał także kontakty z polskimi działaczami niepodległościowymi, m.in. Karolem Marcinkowskim i Gustawem Potworowskim.
W 1854, po śmierci pierwszej żony, ożenił się z Niemką, Emilie Florentine Hoch.
Wraz z wybuchem wojny krymskiej dr Metzig coraz częściej opowiadał się za koniecznością ustanowienia wolnego, niepodległego państwa polskiego. Upatrywał ku temu szansę w zawirowaniach wojennych. Odezwę w tej sprawie do dyplomatów europejskich zawierała m.in. jego książka „Suum cuique” („Każdemu swoje”), którą wydał w 1856. Wiadomo, iż dzięki znajomości Metziga z dr Sauerem, jego pisma znalazły się w otoczeniu cesarza Wilhelma I.
W 1862 dr Metzig wydał kolejną publikację, „Die Wiederherstelung Polens” („Ponowne Powstanie Polski”), w której postulował m.in. zwołanie kongresu mającego zadecydować o utworzeniu państwa polskiego i zaprzestanie prób germanizacyjnych.

## Poseł
W 1863 został posłem do parlamentu pruskiego. Gros głosów na niego oddali Polacy zamieszkujący powiat krobsko-wschowski. Dr Metzig był bardzo entuzjastycznie nastawiony do swojej przyszłej roli, jednak wkrótce rozczarowały go drwiny i szyderstwa posłów, którzy propolskiego Niemca traktowali jak zdrajcę.
16 stycznia 1864 rozgoryczony Metzig stanął jeszcze w obronie czterech posłów oskarżonych o udział w powstaniu styczniowym, po czym w roku następnym złożył swój mandat, postanawiając skupić się na pracy zawodowej. W tamtym czasie był członkiem wielu stowarzyszeń lekarskich, m.in. Towarzystwa Naukowego w Krakowie (członek korespondent), towarzystw w Warszawie, Brukseli, Pradze, Poznańskiego Towarzystwa Przyjaciół Nauk (członek honorowy), Towarzystwa Pomocy Naukowej w powiecie wschowskim.
Pomimo poświęcenia się medycynie, w 1867, tuż przed śmiercią opublikował jeszcze ostatnie swoje dzieło polityczne, pt. „Vive la Pologne! Ein Weckeruf an das traumbefangene Europa” („Niech żyje Polska! Odezwa w celu zbudzenia uśpionej Europy”).
W latach 1861-1868 był członkiem honorowym Poznańskiego Towarzystwa Przyjaciół Nauk.

## Śmierć i upamiętnienie

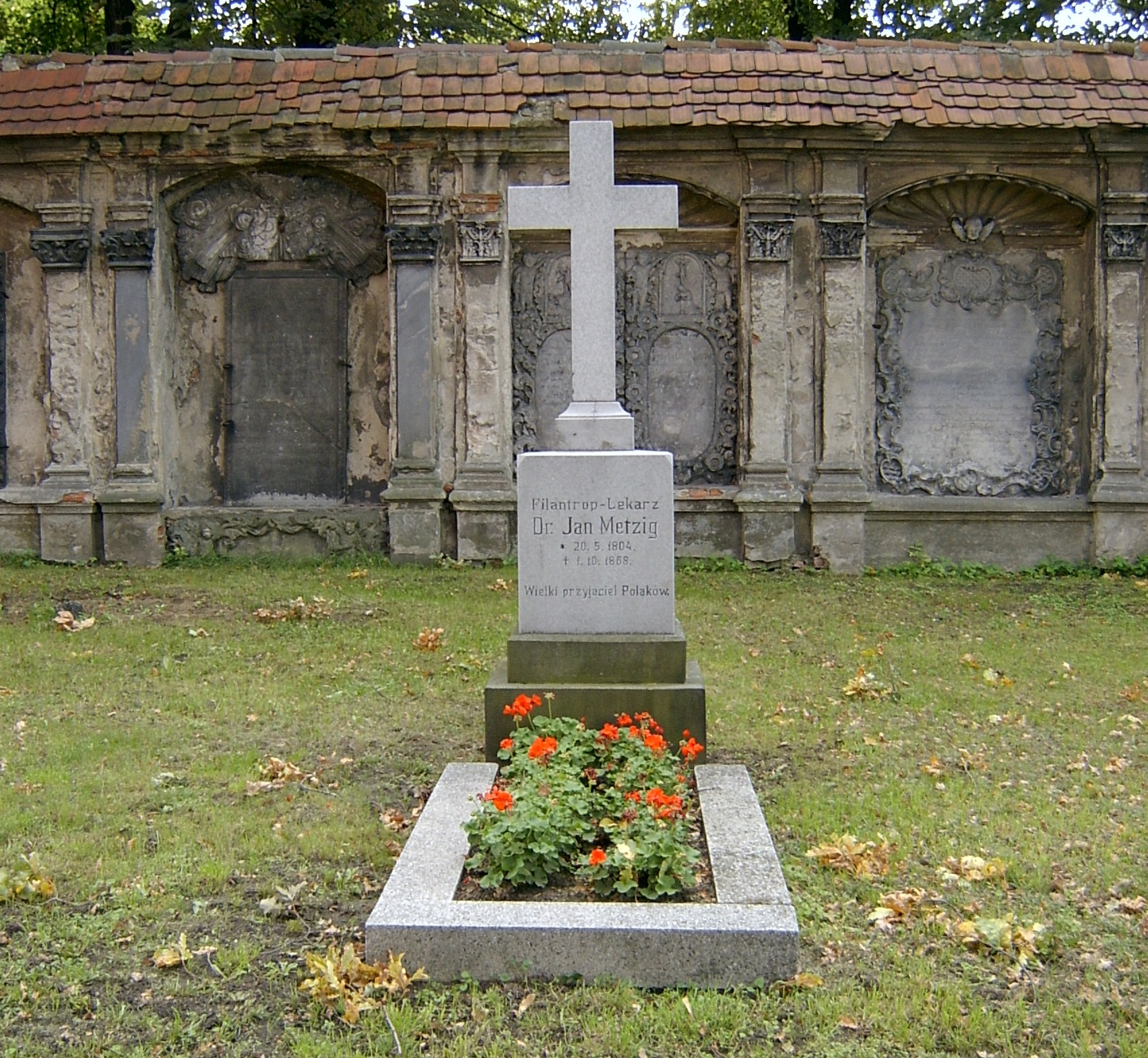
Pomnik w miejscu dawnego grobu Metziga w Lesznie.

Dr Johann Metzig zmarł 1 października 1868, w wieku 64 lat. 4 października został pochowany w Lesznie, na cmentarzu ewangelickim znajdującym się wówczas przy tamtejszym Kościele Świętego Krzyża. Po roku na grobie zbudowano nagrobek w kształcie dwóch graniastosłupów z marmuru śląskiego, opatrzony krzyżem oraz motywem wieńca z liści laurowych i dębowych. Znalazła się na nim tablica z napisem w języku niemieckim: Dem Andenken des dr med, Johann Chr. H. Metzig, geb. den 20 Mai 1804, gest. l October 1868 – seine dankbaren Mitburger (Pamięci doktora medycyny Johanna Chr. H. Metziga, ur. 20 maja 1804, zm. 1 października 1868 – jego wdzięczni współobywatele).

Spoczywał tam do 1953. Gdy cmentarz zlikwidowano, fragment szkieletu z czaszką przeniesiono do grobu pod murem kościelnym. 9 października 1985 dokonano kolejnej ekshumacji. Grób rozkopano, a w protokole tak opisano to przedsięwzięcie: 
W  środkowej części dołu znaleziono kości wraz z czaszką oraz ślady jakiegoś drewnianego opakowania. Oprócz tego fragmenty starych okuć trumiennych. Szkielet jest niekompletny, a jego ułożenie świadczy o przenosinach. W dolnej części grobu znaleziono poprzecznie położony szkielet dziecka, co świadczy tym, że teren ten używany był w poprzednich wiekach jako cmentarz. Szczątki dr Jana Metziga zostały złożone w gipsowej trumience dziecięcej (80 cm), przechowywane w kościele św. Krzyża, poczem po raz, trzeci pochowane.
 Następnie szczątki przeniesiono do nawy głównej kościoła. Na ścianie krypty umieszczono napis głoszący: „Filantrop – lekarz, dr Jan Metzig ur. 20 V 1804, zm. 1 X 1868 r. Wielki przyjaciel Polaków”. Na miejscu wcześniejszego grobu Metziga Leszczyńskie Towarzystwo Kulturalne postawiło pomnik z tablicami w języku polskim i niemieckim.

W 1920 jeden z placów w Lesznie został nazwany na cześć dr. Metziga. Nazwa tego miejsca później wiele razy się zmieniała, ostatecznie od 1956 ponownie nosi nazwisko lekarza. Natomiast na frontonie domu, w którym żył i tworzył lekarz, odsłonięto pamiątkową tablicę z portretem Metziga i jego krótką charakterystyką: 
Dr Jan Metzig
1804-1868
Lekarz publicysta
członek towarzystw naukowych
przyjaciel Polaków
 obrońca narodowych spraw polskich
człowiek wielkich zalet
w tym domu mieszkał i działał
 W maju 2004 w Muzeum Okręgowym w Lesznie została otwarta wystawa o życiu i twórczości Metziga.
W lipcu 2014 Metzig został pośmiertnie uhonorowany przez władze Skwierzyny, które przyznały mu honorowe obywatelstwo miasta, a w sierpniu 2014 na promenadzie nad Wartą odsłonięto pomnik upamiętniający Metziga, mający formę marmurowej ławeczki.

## Wywód genealogiczny
| Christian Metzig | Christian Metzig |                                                                |                                                                | NN | NN |  |  | NN Köttwitz | NN Köttwitz |                                              |                                              | NN | NN |
|                  |                  |                                                                |                                                                |    |    |  |  |             |             |                                              |                                              |    |    |
|                  |                  |                                                                |                                                                |    |    |  |  |             |             |                                              |                                              |    |    |
|                  |                  | Johann Ernest Wilhelm Metzig (ur. 1772 – zm. 19 stycznia 1816) | Johann Ernest Wilhelm Metzig (ur. 1772 – zm. 19 stycznia 1816) |    |    |  |  |             |             | Friderike Wilhelmine Köttwitz (ur. ok. 1770) | Friderike Wilhelmine Köttwitz (ur. ok. 1770) |    |    |
|                  |                  |                                                                |                                                                |    |    |  |  |             |             |                                              |                                              |    |    |
|                  |                  |                                                                |                                                                |    |    |  |  |             |             |                                              |                                              |    |    |
|                  |                  |                                                                |                                                                |    |    |  |  |             |             |                                              |                                              |    |    |

|  |  |  |  | Johann Christian Heinrich Metzig ur. 20 maja 1804 – zm. 1 października 1868 |

## Publikacje
- Das Kleid des Soldaten (1837)
- Ein Beitrag zur Verständigung über die Reformen des preussischen Militar-Medicinal-Wesens (1845)
- Offener Brief an den H. Abgeordneten Nerreter zu Frankfurt am Main (1848)
- Worte der Versöhnung an die Bewohner des Grossherzogthums Posen (1848)
- Faktische Berichtigungen und persönliche Bemerkungen in der Rede des H. Abgeordneten von Röder, die polnische Frage, indonderheit die Demarkationslinie betreffend (1849)
- Noch ein Paar Worte über das Grossherzogthum Posen (1849)
- Suum cuique. Die rechte Antwort auf die Polen und die grosse Zeitfrage. Zur Beherzigung für die europäischen Staatsmänner (1856)
- Gegen das Amputiren gleich nach schwereu Verletzungen. Ein offenes Denk- und Dankschreiben dem Herrn Professor Sentin zu Brüssel überreicht (1857)
- Candidaten-Rede für seine Wahl in das Haus der Abgeordneten gehalten in der Versammlung des liberalen Urwähler-Vereins zu polnisch (1861)
- Die Zausammenkunft in Warschau und der europäische Kongress. Ein Nachtrag zu der Schrift: Suum cuique. Die rechte Antwort auf die polnische und die grosse Zeitfrage (1861)
- Die Wiederherstellung Polens durch einen neuen europäische Congress, als Nothwendigkeit für die friedliche Zukunft Europas, für die Einigkeit Deutschlands, für die Ehre und Grösse Preussens und des Hauses der Hohenzollern dergethan (1862)
- Offenes Sendschreiben an Herrn Schulze-Delitsch (1862)
- Die Polen-Frage im wahren Interesse Europa's im Geiste der Civilisation (1863)
- Vive la Pologne! Ein Weckruf an das traumbefangene Europa (1867)

Źródło: Karol Estreicher: Bibliografia XIX wieku. T. III. s. 103.